# Oreagrion oreadum
Oreagrion oreadum är en trollsländeart som beskrevs av Maurits Anne Lieftinck 1949. Oreagrion oreadum ingår i släktet Oreagrion och familjen dammflicksländor. Inga underarter finns listade i Catalogue of Life.